# Cinquième circonscription de la Haute-Garonne
La cinquième circonscription de la Haute-Garonne est l'une des dix circonscriptions législatives françaises que compte le département de la Haute-Garonne (31) situé en région Occitanie.

## Description géographique et démographique

### De 1958 à 1986
Le département avait six circonscriptions.
La cinquième circonscription de la Haute-Garonne était composée de :
- canton d'Auterive
- canton de Carbonne
- canton de Castanet-Tolosan
- canton de Cazères
- canton de Cintegabelle
- canton du Fousseret
- canton de Montesquieu-Volvestre
- canton de Montgiscard
- canton de Muret
- canton de Nailloux
- canton de Rieumes
- canton de Rieux-Volvestre
- canton de Saint-Lys
- canton de Villefranche-de-Lauragais

Source : Journal Officiel du 13-14 Octobre 1958.

### De 1988 à 2010
La cinquième circonscription de la Haute-Garonne est délimitée par le découpage électoral de la loi no 86-1197 du 24 novembre 1986
, elle regroupe les divisions administratives suivantes : 
- canton de Cadours,
- canton de Fronton,
- canton de Grenade,
- canton de Toulouse-13,
- canton de Toulouse-14.

D'après le recensement général de la population en 1999, réalisé par l'Institut national de la statistique et des études économiques (INSEE), la population totale de cette circonscription est estimée à 169 516 habitants,.

### Après le redécoupage de 2010
Depuis le redécoupage de 2010 sa composition est la suivante :
- canton de Fronton,
- canton de Grenade,
- canton de Toulouse-14 (sans la partie toulousaine rattachée à la première circonscription de la Haute-Garonne),
- canton de Villemur-sur-Tarn.

La population totale de cette circonscription est alors estimée à 121 858 habitants

## Historique des députations
| Législature | Début de mandat | Fin de mandat  | Député                   | Parti politique | Observations |
| ----------- | --------------- | -------------- | ------------------------ | --------------- | --- |
| IXe         | 23 juin 1988    | 1er avril 1993 | Jacques Roger-Machart,   | PS,             | Ancien suppléant de Alain Savary                                                                                    |
| Xe          | 2 avril 1993    | 21 avril 1997  | Grégoire Carneiro,       | RPR,            | Maire de Castelginest (1995-) Mandat écourté à la suite d'une dissolution parlementaire décidée par Jacques Chirac. |
| XIe         | 12 juin 1997    | 18 juin 2002   | Françoise Imbert,        | PS,             | Conseillère Régionale (2004-2015                                                                                    |
| XIIe        | 19 juin 2002    | 19 juin 2007   | Françoise Imbert,        | PS,             | |
| XIIIe       | 20 juin 2007    | 19 juin 2012   | Françoise Imbert,        | PS,             | |
| XVe         | 21 juin 2017    | 21 juin 2022   | Jean-François Portarrieu | REM             | Conseiller Municipal de Toulouse (2020-)                                                                            |
| XVIe        | 22 juin 2022    | 9 juin 2024    | Jean-François Portarrieu | HOR             | Mandat écourté à la suite d'une dissolution parlementaire décidée par Emmanuel Macron.                              |

## Historique des élections

### Élections de 1958
| Candidat       | Candidat            | Parti          | Premier tour | Premier tour | Second tour | Second tour |  |
| Candidat       | Candidat            | Parti          | Voix         | %            | Voix        | %           |  |
| -------------- | ------------------- | -------------- | ------------ | ------------ | ----------- | ----------- |  |
|                | Jacques Douzans élu | Rad            | 16 235       | 39,72        | 20 507      | 49,28       |  |
|                | Bernard Audigé      | SFIO           | 11 543       | 28,24        | 15 660      | 37,63       |  |
|                | Roger Fargues       | PCF            | 5 928        | 14,5         | 5 447       | 13,09       |  |
|                | Auguste Faure       | UNR            | 3 663        | 8,96         | Retrait     | Retrait     |  |
|                | Georges Turines     | Radsoc         | 3 500        | 8,56         | Retrait     | Retrait     |  |
|                |                     |                |              |              |             |             |  |
| Inscrits       | Inscrits            | Inscrits       | 56 308       | 100,00       | 56 441      | 100,00      |  |
| Abstentions    | Abstentions         | Abstentions    | 13 896       | 24,68        | 13 710      | 24,29       |  |
| Votants        | Votants             | Votants        | 42 412       | 75,32        | 42 731      | 75,71       |  |
| Blancs et nuls | Blancs et nuls      | Blancs et nuls | 1 543        | 3,64         | 1 117       | 2,61        |  |
| Exprimés       | Exprimés            | Exprimés       | 40 869       | 96,36        | 41 614      | 97,39       |  |

Le suppléant de Jacques Douzans était Louis Rogé, agriculteur exploitant, maire de Labège.

### Élections de 1962
| Candidat       | Candidat                | Parti          | Premier tour | Premier tour | Second tour | Second tour |  |
| Candidat       | Candidat                | Parti          | Voix         | %            | Voix        | %           |  |
| -------------- | ----------------------- | -------------- | ------------ | ------------ | ----------- | ----------- |  |
|                | Jacques Douzans sortant | MRP            | 19 901       | 49,38        | 21 896      | 49,28       |  |
|                | Fernand Couzinet élu    | SFIO           | 13 468       | 33,42        | 22 535      | 50,72       |  |
|                | Roger Fargues           | PCF            | 6 934        | 17,2         | Retrait     | Retrait     |  |
|                |                         |                |              |              |             |             |  |
| Inscrits       | Inscrits                | Inscrits       | 59 349       | 100,00       | 59 362      | 100,00      |  |
| Abstentions    | Abstentions             | Abstentions    | 17 250       | 29,07        | 13 707      | 23,09       |  |
| Votants        | Votants                 | Votants        | 42 099       | 70,93        | 45 655      | 76,91       |  |
| Blancs et nuls | Blancs et nuls          | Blancs et nuls | 1 796        | 4,27         | 1 224       | 2,68        |  |
| Exprimés       | Exprimés                | Exprimés       | 40 303       | 95,73        | 44 431      | 97,32       |  |

Le suppléant de Fernand Couzinet était Lucien Canals, conseiller général, maire de Cintegabelle.

### Élections de 1967
| Candidat       | Candidat                 | Parti          | Premier tour | Premier tour | Second tour | Second tour |  |
| Candidat       | Candidat                 | Parti          | Voix         | %            | Voix        | %           |  |
| -------------- | ------------------------ | -------------- | ------------ | ------------ | ----------- | ----------- |  |
|                | Jacques Douzans élu      | Modérés (PDM)  | 21 135       | 40,75        | 28 646      | 54,83       |  |
|                | Fernand Couzinet sortant | FGDS (SFIO)    | 15 962       | 30,78        | 23 597      | 45,17       |  |
|                | Roger Fargues            | PCF            | 6 902        | 13,31        | Retrait     | Retrait     |  |
|                | Guy Franco               | UD-Ve          | 6 018        | 11,6         |             |             |  |
|                | Christian Thomas         | ARLP           | 1 848        | 3,56         |             |             |  |
|                |                          |                |              |              |             |             |  |
| Inscrits       | Inscrits                 | Inscrits       | 63 450       | 100,00       | 63 451      | 100,00      |  |
| Abstentions    | Abstentions              | Abstentions    | 10 320       | 16,26        | 9 792       | 15,43       |  |
| Votants        | Votants                  | Votants        | 53 130       | 83,74        | 53 659      | 84,57       |  |
| Blancs et nuls | Blancs et nuls           | Blancs et nuls | 1 265        | 2,38         | 1 416       | 2,64        |  |
| Exprimés       | Exprimés                 | Exprimés       | 51 865       | 97,62        | 52 243      | 97,36       |  |

Le suppléant de Jacques Douzans était Roger Alias, notaire, conseiller général, maire de Villefranche-de-Lauragais.

### Élections de 1968
| Candidat       | Candidat                      | Parti          | Premier tour | Premier tour | Second tour | Second tour |  |
| Candidat       | Candidat                      | Parti          | Voix         | %            | Voix        | %           |  |
| -------------- | ----------------------------- | -------------- | ------------ | ------------ | ----------- | ----------- |  |
|                | Jacques Douzans sortant réélu | Modérés (PDM)  | 23 257       | 45,07        | 29 965      | 58,74       |  |
|                | Jean Esterle                  | FGDS (SFIO)    | 14 095       | 27,31        | 21 045      | 41,26       |  |
|                | Claude Llabres                | PCF            | 6 641        | 12,87        | Retrait     | Retrait     |  |
|                | Roger Badellino               | UDR (URP)      | 6 027        | 11,68        |             |             |  |
|                | Pierre Jourda                 | PSU            | 1 583        | 3,07         |             |             |  |
|                |                               |                |              |              |             |             |  |
| Inscrits       | Inscrits                      | Inscrits       | 63 845       | 100,00       | 63 846      | 100,00      |  |
| Abstentions    | Abstentions                   | Abstentions    | 11 112       | 17,4         | 11 697      | 18,32       |  |
| Votants        | Votants                       | Votants        | 52 733       | 82,6         | 52 149      | 81,68       |  |
| Blancs et nuls | Blancs et nuls                | Blancs et nuls | 1 130        | 2,14         | 1 139       | 2,18        |  |
| Exprimés       | Exprimés                      | Exprimés       | 51 603       | 97,86        | 51 010      | 97,82       |  |

Le suppléant de Jacques Douzans était Roger Alias.

### Élections de 1973
| Candidat       | Candidat                | Parti          | Premier tour | Premier tour | Second tour | Second tour |  |
| Candidat       | Candidat                | Parti          | Voix         | %            | Voix        | %           |  |
| -------------- | ----------------------- | -------------- | ------------ | ------------ | ----------- | ----------- |  |
|                | Jacques Douzans sortant | CDP (URP)      | 25 873       | 41,67        | 31 497      | 48,96       |  |
|                | Gérard Houteer élu      | PS (UGSD)      | 18 453       | 29,72        | 32 833      | 51,04       |  |
|                | Jacques Agrain          | PCF            | 10 461       | 16,85        | Retrait     | Retrait     |  |
|                | Fernand Manaira         | MR             | 2 938        | 4,73         |             |             |  |
|                | Franck Iannarelli       | Divers droite  | 2 642        | 4,26         |             |             |  |
|                | Alain Quémerais         | LO             | 1 716        | 2,76         |             |             |  |
|                |                         |                |              |              |             |             |  |
| Inscrits       | Inscrits                | Inscrits       | 76 070       | 100,00       | 76 069      | 100,00      |  |
| Abstentions    | Abstentions             | Abstentions    | 12 280       | 16,14        | 10 363      | 13,62       |  |
| Votants        | Votants                 | Votants        | 63 790       | 83,86        | 65 706      | 86,38       |  |
| Blancs et nuls | Blancs et nuls          | Blancs et nuls | 1 707        | 2,68         | 1 376       | 2,09        |  |
| Exprimés       | Exprimés                | Exprimés       | 62 083       | 97,32        | 64 330      | 97,91       |  |

Le suppléant de Gérard Houteer était Henri Saby, ingénieur, maire adjoint d'Ayguesvives.

### Élections de 1978
| Candidat       | Candidat                     | Parti          | Premier tour | Premier tour | Second tour | Second tour |  |
| Candidat       | Candidat                     | Parti          | Voix         | %            | Voix        | %           |  |
| -------------- | ---------------------------- | -------------- | ------------ | ------------ | ----------- | ----------- |  |
|                | Gérard Houteer sortant réélu | PS             | 23 662       | 28,49        | 47 790      | 56,26       |  |
|                | Jacques Douzans              | Divers droite  | 18 495       | 22,27        | 37 148      | 43,74       |  |
|                | Jacques Agrain               | PCF            | 16 095       | 19,38        | Retrait     | Retrait     |  |
|                | Jean-Paul Hiélard            | RPR            | 14 149       | 17,03        | Retrait     | Retrait     |  |
|                | Jean Cassan                  | MRG            | 4 579        | 5,51         |             |             |  |
|                | Jean-René Gouilly            | Écologie 78    | 3 240        | 3,90         |             |             |  |
|                | Marcel Bruyère               | PSU (FA)       | 1 166        | 1,40         |             |             |  |
|                | Hervé Morvan                 | LO             | 1 130        | 1,36         |             |             |  |
|                | Pierre Giry                  | MDD            | 550          | 0,66         |             |             |  |
|                |                              |                |              |              |             |             |  |
| Inscrits       | Inscrits                     | Inscrits       | 98 045       | 100,00       | 98 030      | 100,00      |  |
| Abstentions    | Abstentions                  | Abstentions    | 3 393        | 3,46         | 11 214      | 11,44       |  |
| Votants        | Votants                      | Votants        | 94 652       | 96,54        | 86 816      | 88,56       |  |
| Blancs et nuls | Blancs et nuls               | Blancs et nuls | 11 586       | 12,24        | 1 878       | 2,16        |  |
| Exprimés       | Exprimés                     | Exprimés       | 83 066       | 87,76        | 84 938      | 97,84       |  |

La suppléante de Gérard Houteer était Marie Gioudès.

### Élections de 1981
|                | Gérard Houteer sortant réélu | PS             | 39 982  | 51,77  |  |  |  |
|                | Jean-Paul Hiélard            | RPR (UNM)      | 13 427  | 17,38  |  |  |  |
|                | Jacques Agrain               | PCF            | 11 166  | 14,46  |  |  |  |
|                | Michel Rondé-Oustau          | UDF (Rad)      | 9 653   | 12,50  |  |  |  |
|                | Jacques Belhomme             | Divers droite  | 1 848   | 2,39   |  |  |  |
|                | Christine Morlans            | LO             | 1 160   | 1,50   |  |  |  |
|                |                              |                |         |        |  |  |  |
| Inscrits       | Inscrits                     | Inscrits       | 107 629 | 100,00 |  |  |  |
| Abstentions    | Abstentions                  | Abstentions    | 29 097  | 27,03  |  |  |  |
| Votants        | Votants                      | Votants        | 78 532  | 72,97  |  |  |  |
| Blancs et nuls | Blancs et nuls               | Blancs et nuls | 1 296   | 1,65   |  |  |  |
| Exprimés       | Exprimés                     | Exprimés       | 77 236  | 98,35  |  |  |  |

Le suppléant de Gérard Houteer était Christian Pince, maire de Mondavezan.

### Élections de 1988
|                | Jacques Roger-Machart sortant réélu | PS             | 32 881 | 53,65  |  |  |  |
|                | Jacques de Cruzel                   | RPR (URC)      | 17 524 | 28,59  |  |  |  |
|                | Hugues Sondag                       | FN             | 5 559  | 9,07   |  |  |  |
|                | Paulette Delbecque                  | PCF            | 5 326  | 8,69   |  |  |  |
|                |                                     |                |        |        |  |  |  |
| Inscrits       | Inscrits                            | Inscrits       | 90 076 | 100,00 |  |  |  |
| Abstentions    | Abstentions                         | Abstentions    | 27 192 | 30,19  |  |  |  |
| Votants        | Votants                             | Votants        | 62 884 | 69,81  |  |  |  |
| Blancs et nuls | Blancs et nuls                      | Blancs et nuls | 1 594  | 2,53   |  |  |  |
| Exprimés       | Exprimés                            | Exprimés       | 61 290 | 97,47  |  |  |  |

Le suppléant de Jacques Roger-Machart était le Docteur Jean-Claude Gouze, médecin généraliste, conseiller général du canton de Grenade-sur-Garonne. Jean-Claude Gouze est décédé en 1992.

### Élections de 1993
| Candidat                      | Candidat                      | Parti          | Premier tour | Premier tour | Second tour | Second tour |  |
| Candidat                      | Candidat                      | Parti          | Voix         | %            | Voix        | %           |  |
| ----------------------------- | ----------------------------- | -------------- | ------------ | ------------ | ----------- | ----------- |  |
|                               | Grégoire Carneiro élu         | RPR (UPF)      | 25 164       | 36,88        | 35 210      | 51,38       |  |
|                               | Jacques Roger-Machart sortant | PS             | 17 785       | 26,06        | 33 319      | 48,62       |  |
|                               | Serge Laroze                  | FN             | 8 593        | 12,59        |             |             |  |
|                               | Didier Houi                   | GÉ (EÉ)        | 6 056        | 8,88         |             |             |  |
|                               | Michel Indelicato             | PCF            | 5 400        | 7,91         |             |             |  |
|                               | Paule Rougé                   | LT-LNÉ         | 2 778        | 4,07         |             |             |  |
|                               | Michèle Puel                  | LO             | 1 831        | 2,68         |             |             |  |
|                               | Bernard Doyon                 | PLN            | 628          | 0,92         |             |             |  |
|                               |                               |                |              |              |             |             |  |
| Inscrits                      | Inscrits                      | Inscrits       | 100 146      | 100,00       | 100 084     | 100,00      |  |
| Abstentions                   | Abstentions                   | Abstentions    | 26 950       | 26,91        | 25 726      | 25,7        |  |
| Votants                       | Votants                       | Votants        | 73 196       | 73,09        | 74 358      | 74,3        |  |
| Blancs et nuls                | Blancs et nuls                | Blancs et nuls | 4 961        | 6,78         | 5 829       | 7,84        |  |
| Exprimés                      | Exprimés                      | Exprimés       | 68 235       | 93,22        | 68 529      | 92,16       |  |
| Source : Data.gouv et CEVIPOF |                               |                |              |              |             |             |  |

Le suppléant de Grégoire Carneiro était Paul Cabanié, professeur à l'Ecole nationale vétérinaire de Toulouse.

### Élections de 1997
| Candidat       | Candidat                  | Parti             | Premier tour | Premier tour | Second tour | Second tour |  |
| Candidat       | Candidat                  | Parti             | Voix         | %            | Voix        | %           |  |
| -------------- | ------------------------- | ----------------- | ------------ | ------------ | ----------- | ----------- |  |
|                | Françoise Imbert élue     | PS (PRG)          | 26 095       | 35,92        | 45 531      | 60,37       |  |
|                | Grégoire Carneiro sortant | RPR               | 18 467       | 25,42        | 29 884      | 39,63       |  |
|                | Henri Balssa              | FN                | 9 976        | 13,73        |             |             |  |
|                | Pierre Seube              | PCF               | 6 276        | 8,64         |             |             |  |
|                | Michèle Puel              | LO                | 2 473        | 3,4          |             |             |  |
|                | Nicole Descamps           | LT-LNÉ            | 1 678        | 2,31         |             |             |  |
|                | Marc de Nude              | LDI (MPF)         | 1 486        | 2,05         |             |             |  |
|                | Anne Lamort de Gail       | US4J              | 1 319        | 1,82         |             |             |  |
|                | Laurent Dadillon          | LCR               | 1 214        | 1,67         |             |             |  |
|                | Alain Rigout              | CAP               | 1 059        | 1,46         |             |             |  |
|                | Annie Cazaux              | Divers écologiste | 1 048        | 1,44         |             |             |  |
|                | Rudi Sordes               | Divers            | 812          | 1,12         |             |             |  |
|                | Dominique Queija          | MÉI               | 732          | 1,01         |             |             |  |
|                | Bernard Villega           | Divers droite     | 6            | 0,01         |             |             |  |
|                | Guy Debuisson             | PRS               | 0            | 0            |             |             |  |
|                |                           |                   |              |              |             |             |  |
| Inscrits       | Inscrits                  | Inscrits          | 104 870      | 100,00       | 104 866     | 100,00      |  |
| Abstentions    | Abstentions               | Abstentions       | 28 255       | 26,94        | 24 433      | 23,3        |  |
| Votants        | Votants                   | Votants           | 76 615       | 73,06        | 80 433      | 76,7        |  |
| Blancs et nuls | Blancs et nuls            | Blancs et nuls    | 3 974        | 5,19         | 5 018       | 6,24        |  |
| Exprimés       | Exprimés                  | Exprimés          | 72 641       | 94,81        | 75 415      | 93,76       |  |

Le suppléant de Françoise Imbert était Jean Montel, professeur à l'Université Paul Sabatier.

### Élections de 2002
| Candidat       | Candidat                         | Parti             | Premier tour | Premier tour | Second tour | Second tour |  |
| Candidat       | Candidat                         | Parti             | Voix         | %            | Voix        | %           |  |
| -------------- | -------------------------------- | ----------------- | ------------ | ------------ | ----------- | ----------- |  |
|                | Françoise Imbert sortante réélue | PS (PRG)          | 31 599       | 38,71        | 41 539      | 56,88       |  |
|                | Geneviève de Cazaux              | UMP               | 19 231       | 23,56        | 31 492      | 43,12       |  |
|                | Marie-France Courteil            | FN                | 9 402        | 11,52        |             |             |  |
|                | Jean-Loup Thomazo                | UDF               | 7 229        | 8,86         |             |             |  |
|                | Monique Marconis                 | PCF               | 2 541        | 3,11         |             |             |  |
|                | Philippe Sabatier                | Les Verts         | 2 188        | 2,68         |             |             |  |
|                | Lucien Sanchez                   | LCR               | 1 958        | 2,4          |             |             |  |
|                | Gérard Campistron                | CPNT              | 1 278        | 1,57         |             |             |  |
|                | Régis Léonard                    | Pôle républicain  | 1 204        | 1,47         |             |             |  |
|                | Michèle Puel                     | LO                | 1 160        | 1,42         |             |             |  |
|                | Nicolle Descamps-Puig            | Divers écologiste | 966          | 1,18         |             |             |  |
|                | Valérie Dupont                   | Cap21             | 920          | 1,13         |             |             |  |
|                | Pierre Martinez                  | Extrême droite    | 760          | 0,93         |             |             |  |
|                | Emmanuel Bruno                   | MNR               | 687          | 0,84         |             |             |  |
|                | Sylvie Rivière                   | GÉ                | 384          | 0,47         |             |             |  |
|                | Rudi Sordes                      | Divers            | 129          | 0,16         |             |             |  |
|                | Raymond Bertrac                  | Divers            | 1            | 0            |             |             |  |
|                |                                  |                   |              |              |             |             |  |
| Inscrits       | Inscrits                         | Inscrits          | 120 117      | 100,00       | 120 130     | 100,00      |  |
| Abstentions    | Abstentions                      | Abstentions       | 36 529       | 30,41        | 43 844      | 36,5        |  |
| Votants        | Votants                          | Votants           | 83 588       | 69,59        | 76 286      | 63,5        |  |
| Blancs et nuls | Blancs et nuls                   | Blancs et nuls    | 1 951        | 2,33         | 3 255       | 4,27        |  |
| Exprimés       | Exprimés                         | Exprimés          | 81 637       | 97,67        | 73 031      | 95,73       |  |

Le suppléant de Françoise Imbert était Jean Montel.

### Élections de 2007
| Candidat       | Candidat                         | Parti             | Premier tour | Premier tour | Second tour | Second tour |  |
| Candidat       | Candidat                         | Parti             | Voix         | %            | Voix        | %           |  |
| -------------- | -------------------------------- | ----------------- | ------------ | ------------ | ----------- | ----------- |  |
|                | Françoise Imbert sortante réélue | PS                | 33 092       | 38,46        | 49 281      | 57,87       |  |
|                | Grégoire Carneiro                | UMP               | 29 972       | 34,84        | 35 877      | 42,13       |  |
|                | Gilles Broquère                  | UDF–MoDem         | 8 153        | 9,48         |             |             |  |
|                | Charles Sœur                     | FN                | 2 975        | 3,46         |             |             |  |
|                | Laurent Marty                    | LCR               | 2 482        | 2,88         |             |             |  |
|                | Georgette Sauvaire               | Les Verts         | 2 454        | 2,85         |             |             |  |
|                | Delio Menen                      | PCF               | 2 075        | 2,41         |             |             |  |
|                | Vanessa Delon                    | MPF               | 1 026        | 1,19         |             |             |  |
|                | Aurore Bonifassi                 | Divers écologiste | 975          | 1,13         |             |             |  |
|                | Isabelle Jau-Bouscarel           | CPNT              | 933          | 1,08         |             |             |  |
|                | Michèle Puel                     | LO                | 804          | 0,93         |             |             |  |
|                | Jean-Luc Le Séach                | Divers            | 632          | 0,73         |             |             |  |
|                | Josyan Bel                       | MNR               | 450          | 0,52         |             |             |  |
|                | Franck Plantey                   | Divers            | 11           | 0,01         |             |             |  |
|                | Sylvie Alain Bonifassi           | Divers écologiste | 1            | 0            |             |             |  |
|                | Régis Décarité                   | Divers            | 0            | 0            |             |             |  |
|                |                                  |                   |              |              |             |             |  |
| Inscrits       | Inscrits                         | Inscrits          | 138 363      | 100,00       | 138 352     | 100,00      |  |
| Abstentions    | Abstentions                      | Abstentions       | 50 795       | 36,71        | 50 697      | 36,64       |  |
| Votants        | Votants                          | Votants           | 87 568       | 63,29        | 87 655      | 63,36       |  |
| Blancs et nuls | Blancs et nuls                   | Blancs et nuls    | 1 533        | 1,75         | 2 497       | 2,85        |  |
| Exprimés       | Exprimés                         | Exprimés          | 86 035       | 98,25        | 85 158      | 97,15       |  |

Le suppléant de Françoise Imbert était Michel Portes.

### Élections de 2012
| Candidat       | Candidat                         | Parti          | Premier tour | Premier tour | Second tour | Second tour |  |
| Candidat       | Candidat                         | Parti          | Voix         | %            | Voix        | %           |  |
| -------------- | -------------------------------- | -------------- | ------------ | ------------ | ----------- | ----------- |  |
|                | Françoise Imbert sortante réélue | PS             | 24 129       | 44,60        | 30 076      | 61,41       |  |
|                | Grégoire Carneiro                | UMP            | 13 371       | 24,72        | 18 900      | 38,59       |  |
|                | Guy Jovelin                      | RBM (FN)       | 8 935        | 16,52        |             |             |  |
|                | Monique Marconis                 | FG (PCF)       | 3 422        | 6,33         |             |             |  |
|                | Raphaël Quessada                 | PRV            | 1 202        | 2,22         |             |             |  |
|                | Martine Boudet                   | POC (EÉLV)     | 1 130        | 2,09         |             |             |  |
|                | Olivier Lecoq                    | AÉI            | 457          | 0,84         |             |             |  |
|                | Vincent Combes                   | LO             | 308          | 0,57         |             |             |  |
|                | Éric Mahuet                      | Pirate         | 295          | 0,55         |             |             |  |
|                | Michel Raynal                    | MÉI            | 283          | 0,52         |             |             |  |
|                | François Jouglar                 | NPA            | 258          | 0,48         |             |             |  |
|                | Alain Van Gaver                  | MPF            | 170          | 0,31         |             |             |  |
|                | Vincent Crousier                 | S&P            | 137          | 0,25         |             |             |  |
|                |                                  |                |              |              |             |             |  |
| Inscrits       | Inscrits                         | Inscrits       | 90 353       | 100,00       | 90 350      | 100,00      |  |
| Abstentions    | Abstentions                      | Abstentions    | 35 422       | 39,2         | 39 438      | 43,65       |  |
| Votants        | Votants                          | Votants        | 54 931       | 60,8         | 50 912      | 56,35       |  |
| Blancs et nuls | Blancs et nuls                   | Blancs et nuls | 834          | 1,52         | 1 936       | 3,8         |  |
| Exprimés       | Exprimés                         | Exprimés       | 54 097       | 98,48        | 48 976      | 96,2        |  |

Le suppléant de Françoise Imbert était Michel Portes.

### Élections de 2017
|                                                                                   | |                           |                           |                          |                          |
|                                                                                   | | Premier tour 11 juin 2017 | Premier tour 11 juin 2017 | Second tour 18 juin 2017 | Second tour 18 juin 2017 |
|                                                                                   | |                           |                           |                          |                          |
|                                                                                   | | Nombre                    | % des inscrits            | Nombre                   | % des inscrits           |
| Inscrits                                                                          | Inscrits | 98 383                    | 100,00                    | 98 382                   | 100,00                   |
| Abstentions                                                                       | Abstentions | 48 031                    | 48,82                     | 54 887                   | 55,79                    |
| Votants                                                                           | Votants | 50 352                    | 51,18                     | 43 495                   | 44,21                    |
|                                                                                   | |                           | % des votants             |                          | % des votants            |
| Bulletins blancs                                                                  | Bulletins blancs | 717                       | 1,42                      | 3 530                    | 8,12                     |
| Bulletins nuls                                                                    | Bulletins nuls | 280                       | 0,56                      | 1 370                    | 3,15                     |
| Suffrages exprimés                                                                | Suffrages exprimés                                                                                                   | 49 355                    | 98,02                     | 38 595                   | 88,73                    |
|                                                                                   | |                           |                           |                          |                          |
| Candidat Étiquette politique (partis et alliances)                                | Candidat Étiquette politique (partis et alliances)                                                                   | Voix                      | % des exprimés            | Voix                     | % des exprimés           |
|                                                                                   | |                           |                           |                          |                          |
|                                                                                   | Jean-François Portarrieu La République en marche !                                                                   | 18 588                    | 37,66                     | 26 091                   | 67,60                    |
|                                                                                   | Julien Leonardelli Front national                                                                                    | 8 229                     | 16,67                     | 12 504                   | 32,40                    |
|                                                                                   | Sylvie Espagnolle-Labrune La France insoumise                                                                        | 7 134                     | 14,45                     |                          |                          |
|                                                                                   | Jean-Marc Dumoulin Union des démocrates et indépendants (Les Républicains)                                           | 5 526                     | 11,20                     |                          |                          |
|                                                                                   | Sandrine Floureusses Parti socialiste (Parti radical de gauche)                                                      | 5 454                     | 11,05                     |                          |                          |
|                                                                                   | Clémentine Renaud Europe Écologie Les Verts                                                                          | 1 561                     | 3,16                      |                          |                          |
|                                                                                   | Monique Marconis Parti communiste français                                                                           | 805                       | 1,63                      |                          |                          |
|                                                                                   | Raimon Sabater Divers (Parti animaliste)                                                                             | 618                       | 1,25                      |                          |                          |
| Romain Roumieu Divers (Union populaire républicaine)                              | 450 | 0,91                      |                           |                          |                          |
|                                                                                   | Maryse Fontenelle Écologiste (Mouvement écologiste indépendant - Confédération pour l'homme, l'animal et la planète) | 347                       | 0,70                      |                          |                          |
|                                                                                   | Vincent Combes Lutte ouvrière                                                                                        | 343                       | 0,69                      |                          |                          |
|                                                                                   | Marie Fourage Écologiste (Mouvement 100 %)                                                                           | 201                       | 0,41                      |                          |                          |
|                                                                                   | Charles Hue Divers gauche (Mouvement des progressistes)                                                              | 51                        | 0,10                      |                          |                          |
|                                                                                   | Marie-Yvonnette Promi Écologiste (Mouvement 100 %)                                                                   | 48                        | 0,10                      |                          |                          |
| Source : Ministère de l'Intérieur - Cinquième circonscription de la Haute-Garonne | |                           |                           |                          |                          |

La suppléante de Jean-François Portarrieu était Isabelle Gayraud, aide-soignante, maire de La Magdelaine-sur-Tarn.

### Élections de 2022
| Résultats des élections législatives des 12 et 19 juin 2022 de la 5e circonscription Haute-Garonne |                           |                          |                          |              |              |             |             |
| Candidat                                                                                           | Candidat                  | Parti et coalition       | Nuance                   | Premier tour | Premier tour | Second tour | Second tour |
| Candidat                                                                                           | Candidat                  | Parti et coalition       | Nuance                   | Voix         | %            | Voix        | %           |
| | Jean-François Portarrieu  | LREM (ENS)               | ENS                      | 15 174       | 28,91        | 23 948      | 51,89       |
| | Sylvie Espagnolle,        | LFI (NUPES)              | NUP                      | 14 615       | 27,85        | 22 201      | 48,11       |
| | Julien Leonardelli        | RN                       | RN                       | 12 931       | 24,64        |             |             |
| | Bruno Hontans             | REC                      | REC                      | 2 260        | 4,31         |             |             |
| | Jean-Christophe Cheronnet | LR (UDC)                 | LR                       | 1 743        | 3,32         |             |             |
| | Alizée Mosdier            | PRG                      | RDG                      | 1 479        | 2,82         |             |             |
| | Jérôme Piques             | RES - PNO                | REG                      | 1 160        | 2,21         |             |             |
| | Johanna Velo              | PA                       | ECO                      | 797          | 1,52         |             |             |
| | Pascal Virgos             | DLF (UPF)                | DSV                      | 693          | 1,32         |             |             |
| | Laurence Gombert          | SE                       | DVG                      | 636          | 1,21         |             |             |
| | Michel Laserge            | LO                       | DXG                      | 506          | 0,96         |             |             |
| | Anne Grieu                | PP                       | DIV                      | 484          | 0,92         |             |             |
| |                           |                          |                          |              |              |             |             |
| Votes valides                                                                                      | Votes valides             | Votes valides            | Votes valides            | 52 478       | 97,71        | 46 149      | 90.47       |
| Votes blancs                                                                                       | Votes blancs              | Votes blancs             | Votes blancs             | 859          | 1,60         | 3 263       | 6.40        |
| Votes nuls                                                                                         | Votes nuls                | Votes nuls               | Votes nuls               | 370          | 0,69         | 1 601       | 3.14        |
| Total                                                                                              | Total                     | Total                    | Total                    | 53 707       | 100          | 51 013      | 100         |
| Abstention                                                                                         | Abstention                | Abstention               | Abstention               | 53 198       | 49,76        | 55 925      | 52.30       |
| Inscrits / participation                                                                           | Inscrits / participation  | Inscrits / participation | Inscrits / participation | 106 905      | 50,24        | 106 938     | 47.70       |

La suppléante de Jean-François Portarrieu était Isabelle Gayraud, aide-soignante, maire de La Magdelaine-sur-Tarn.

### Élections de 2024
| Candidat                 | Candidat                 | Parti et coalition       | Nuances                  | Premier tour | Premier tour | Second tour | Second tour |
| Candidat                 | Candidat                 | Parti et coalition       | Nuances                  | Voix         | %            | Voix        | %           |
| ------------------------ | ------------------------ | ------------------------ | ------------------------ | ------------ | ------------ | ----------- | ----------- |
|                          | Julien Leonardelli       | RN                       | RN                       | 29 897       | 39,52        | 32 338      | 43,78       |
|                          | Jean-François Portarrieu | HOR - AC (ENS)           | ENS                      | 22 267       | 29,43        | 41 533      | 56,22       |
|                          | Sylvie Espagnolle        | LFI (NFP)                | UG                       | 20 925       | 27,66        | Retrait     | Retrait     |
|                          | Dominique Piussan        | REC                      | REC                      | 1 443        | 1,91         |             |             |
|                          | Michel Laserge           | LO                       | EXG                      | 1 000        | 1,32         |             |             |
|                          | Sylvie Bonnemaison       | RES                      | REG                      | 121          | 0,16         |             |             |
|                          |                          |                          |                          |              |              |             |             |
| Votes valides            | Votes valides            | Votes valides            | Votes valides            | 75 653       | 96,67        | 73 871      | 94,77       |
| Votes blancs             | Votes blancs             | Votes blancs             | Votes blancs             | 1 933        | 2,47         | 2 973       | 3,81        |
| Votes nuls               | Votes nuls               | Votes nuls               | Votes nuls               | 672          | 0,86         | 1 105       | 1,42        |
| Total                    | Total                    | Total                    | Total                    | 78 258       | 100          | 77 949      | 100         |
| Abstention               | Abstention               | Abstention               | Abstention               | 30 528       | 28,06        | 30 870      | 28,37       |
| Inscrits / participation | Inscrits / participation | Inscrits / participation | Inscrits / participation | 108 786      | 71,94        | 108 819     | 71,63       |

La suppléante de Jean-François Portarrieu est Isabelle Gayraud, aide-soignante, maire de La Magdelaine-sur-Tarn.